# Air Next
Air Next Co., Ltd. (エアーネクスト株式会社 Eā Nekusuto Kabushiki-gaisha?) era una aerolínea bajo coste con sede en el Aeropuerto de Fukuoka en Hakata-ku, Fukuoka, Prefectura de Fukuoka, Japón y propiedad de All Nippon Airways (ANA). Operaba vuelos de cabotaje y su base de operaciones principal era el Aeropuerto de Fukuoka. El 1 de octubre de 2010, Air Next, Air Central y Air Nippon Network se fusionaron y se renombraron como ANA Wings.

## Historia
La aerolínea fue fundada en agosto de 2004 y efectuó su primer vuelo el 1 de junio de 2005 con un par de Boeing 737-500. Air Next recibió dos 737 adicionales a finales de 2006 y otros tres en 2007, dotando a la flota de siete aparatos.
En febrero de 2005 Air Next ubicó su sede en Minato, Tokio.
Los aviones de Air Next portan la librea de ANA con el nombre "Air Next" en letras pequeñas en el fuselaje y un delfín pintado en cada motor. Los vuelos son operados con códigos de vuelo ANA/NH, aunque Air Next tiene sus propios códigos de aerolínea.
El 1 de octubre de 2010, Air Next, Air Central y Air Nippon Network se fusionaron y se renombraron como ANA Wings.

## Destinos
- Fukuoka - Komatsu
- Fukuoka - Ishigaki
- Naha - Miyako
- Naha - Ishigaki

## Flota
En diciembre de 2009, la flota de Air Next incluía las siguientes aeronaves:
En 2010 la flota comenzó a operar para ANA Wings.